# آبلیز (رودخانه)
آبلیتز (به انگلیسی: Abelitz) (از پسوند -litz که از Leide آمده که به معنای کانال است)، رودخانه ای از ساکسونی سفلی در فریسیای شرقی آلمان است. طول آن حدود ۲۰ کیلومتر بوده و به دهانه رود مارینهافه در Alte Greetsieler Sieltief می‌ریزد.